# Mads Burnell
Mads Burnell (født 6. marts 1994 i København i Danmark) er en dansk MMA-udøver og MMA-kommentator. Han konkurrerer i fjervægtdivision i Cage Warriors. Som professionel MMA-udøver siden 2013, har Burnell også konkurreret i Ultimate Fighting Championship (UFC). Han blev
European Championship (Brazilian jiu-jitsu) europæisk No-Gi-mester i 2014.
Han er sammen med den amerikanske, MMA-udøver B.J. Penn en af de hurtigste nogensinde til er opnå sort bælte i Brasiliansk Jiu-jitsu.
Han trænes af Nikolai Koubti i Arte Suave.

## Baggrund
Som 6-årig begyndte han til brydning, og som 13-årig begyndte han til boksning. Hans far og hans farfar var brydere, og farfaren, som han anser som sit forbillede, var Husums første danmarksmester og repræsenterede Danmark ved VM i brydning i 1954. Det brydning han lærte var hjemme i hans lejlighed, hvor hans far smed en boksmadras ud på gulvet, hvor de lå og lavede greb. Hans farfar var vicevært i lejlighedskomplekset i det nordvestlige København, hvor Burnell voksede op, og hans forældres lejlighed lå lige over hans farmors frisørsalon, så farfaren trænede ligeledes brydning med Mads hver dag. Burnell begyndte som 16-årig at træne MMA.

## MMA-karriere

### Tidlige karriere
Burnell startede sin professionelle MMA-karriere i 2013 og vandt sine 5 første kampe indtil han blev besejret af estiske Ott Tonissaar ved Octagon Athletes 2. i Torebyhallen, Toreby i Danmark. Han kæmpede alle sine kampe i Nordeuropa og opbyggede en rekordliste på 8-1 hvorefter han sluttede sig til UFC i 2017.

### Ultimate Fighting Championship
Burnell fik sin UFC-debut den 2. september 2017 hvor han mødte den brasilianske veteran Michel Prazeres, som erstatning for Islam Makhachev på UFC Fight Night: Volkov vs. Struve. Burnell var selvsikker forud for kampen selvom han havde taget kampen med kort varsel og han udtalte: "Im 23, I’m young, I’m pretty, and I’m dangerous as a motherfucker, I’M the prospect in this fight." Han tabte kampen via submission på grund af en north-south choke i 3. omgang.
Hans anden kamp fandt sted den 14. januar 2018. Han mødte amerikanske Mike Santiago på UFC Fight Night: Stephens vs. Choi. Han vandt kampen via enstemmig afgørelsen.
Den 27. maj, 2018, mødte Burnell engelske Arnold Allen på UFC Fight Night: Thompson vs. Till. Efter at have domineret det mest af kampen blev han fanget i et front naked choke i 3. omgang og tabte kampen.
Den 7. september, 2018, ophørte Burnells samarbejde med UFC.

### Cage Warriors
Den 7. september, 2018, kom det frem i nyhederne at Burnell havde skrevet kontrakt med Cage Warriors. Burnell fik sin CW-debut mod polske Lukasz Rajewski på Cage Warriors 99 den 17. november, 2018. Efter at have overlevet den tidlige storm fra Rajewski, fik Burnell kampen ned på gulvet og færdgjorde den via rear-naked choke i 1. omgang.

## Boksekarriere
Burnell fik sin professionelle boksedebutkamp da han vandt på point over portugisiske Gonzalo Pimienta til Danish Fight Night i Frederiksberg Hallerne den 29. april 2016.

## Teknik
Burnell benytter sig af brydning, boksning og brasiliansk jiu-jitsu. Han beskriver sine kvælertag som sin helt store force og sin yndlingsmåde at afslutte både modstandere og kampe på. Hans yndlingsgreb er: Japanese Necktie, Anaconda Choke, D’arce Choke og North South Choke.

## Omtale
Den kvindelige MMA-superstjerne Cris Cyborg har udråbt Burnell til at være Skandinaviens næste superstjerne, og på Twitter har den brasiliansk-amerikanske MMA-stjerne opfordret sine over 190.000 følgere til at følge ham.

## Mesterskaber og hæder

### Brasiliansk Jiu-jitsu
- European Championship (Brazilian jiu-jitsu)
  - Europæisk No-Gi-mester 2014[3]